# 林茂竹
林茂竹（1489年—？），字仲修，號此齋，福建興化府莆田縣人，民籍，明朝政治人物。

## 生平
正德十一年（1516年）丙子科福建鄉試第二十名舉人，十二年（1517年）聯捷丁丑科會試第二百十七名，三甲第八十名進士。工部觀政，授永嘉縣知縣，調嘉興縣知縣，改都察院都事，升經歷，出為浙江按察司僉事，改貴州按察司僉事，升貴州按察司副使，升廣西布政使司參政，致仕。

## 家族
曾祖林暘；祖父林恢；父林涓，母丘氏。慈侍下。兄林茂松，弟林茂梅、林茂梧。